# Ari Salin
Ari Juhani Salin (né le 20 janvier 1947 à Lohja) est un athlète finlandais, spécialiste des haies (basses et hautes).
Il a détenu les records de Finlande sur 110 m haies et 400 m haies et détient encore (en 2017) celui du relais 4 × 400 m.